# Poljice (samhälle)
Poljice är ett samhälle i Bosnien och Hercegovina.   Det ligger i entiteten Federationen Bosnien och Hercegovina, i den centrala delen av landet, 70 km norr om huvudstaden Sarajevo. Poljice ligger 246 meter över havet och antalet invånare är 4 460. Det ligger vid sjön Modračko Jezero.
Terrängen runt Poljice är platt åt nordost, men åt sydväst är den kuperad. Runt Poljice är det ganska tätbefolkat, med 93 invånare per kvadratkilometer.. Närmaste större samhälle är Tuzla, 15,1 km öster om Poljice. 
I omgivningarna runt Poljice växer i huvudsak blandskog.